# Natalja Baszynska
Natalja Władimirowna Baszynska z d. Syczowa (ros. Наталья Владимировна Башинская z d. Сычёва; ur. 12 marca 1964 w Biełoriecku) – rosyjska biathlonistka reprezentująca ZSRR, a następnie Białoruś. W Pucharze Świata zadebiutowała 17 grudnia 1992 roku w Pokljuce, gdzie zajęła 24. miejsce w biegu indywidualnym. Tym samym już w swoim debiucie zdobyła pierwsze punkty. Nigdy nie stanęła na podium w zawodach pucharowych. Najlepsze wyniki osiągnęła w sezonie 1992/1993, kiedy zajęła 60. miejsce w klasyfikacji generalnej. W 1993 roku wystąpiła na mistrzostwach świata w Borowcu, gdzie wspólnie z Natalją Piermiakową, Natalją Ryżenkową i Swietłaną Paramyginą zdobyła srebrny medal w biegu drużynowym. Zajęła tam także 30. miejsce w biegu indywidualnym, 12. miejsce w sprincie i piąte miejsce w sztafecie. Na rozgrywanych dwa lata później mistrzostwach świata w Anterselvie zajęła 60. miejsce w biegu indywidualnym oraz jedenaste w biegu drużynowym i sztafecie. Nigdy nie startowała na igrzyskach olimpijskich.

## Osiągnięcia

### Mistrzostwa świata
| Rok  | Miejscowość | Konkurencje | Konkurencje | Konkurencje | Konkurencje | Konkurencje | Konkurencje | Konkurencje |
| Rok  | Miejscowość | IN          | SP          | PU          | MS          | RL          | MR          | SR          |
| ---- | ----------- | ----------- | ----------- | ----------- | ----------- | ----------- | ----------- | ----------- |
| 1993 | Borowec     | 30.         | 12.         | nd.         | nd.         | 5.          | nd.         | –           |
| 1995 | Anterselva  | 60.         | –           | nd.         | nd.         | 11.         | nd.         | –           |

### Puchar Świata

#### Miejsca w klasyfikacji generalnej
| Sezon     | Miejsce |
| --------- | ------- |
| 1992/1993 | 60.     |
| 1994/1995 | -       |

#### Miejsca na podium chronologicznie
Baszynska nigdy nie stanęła na podium indywidualnych zawodów PŚ.